# José Mariano de Matos
José Mariano de Matos (Rio de Janeiro, 1801 — 5 de janeiro de 1866) foi um engenheiro e militar brasileiro.
Carioca e republicano, formado pela Escola Militar, foi soldado voluntário no 1.º corpo de artilharia de posição, em 2 de agosto de 1822. Foi nomeado cavaleiro da Imperial Ordem do Cruzeiro, em 17 de outubro de 1830, pelos serviços prestados à independência do Brasil.
Foi transferido para o Rio Grande do Sul, em 1830. Em 1833, major comandante do corpo de artilharia a cavalo, liderou, junto com João Manuel de Lima e Silva, os protestos populares, contra a Sociedade Militar, cuja filial tinha sido recém criada em Porto Alegre. A sociedade era suspeita de simpatizar com a restauração de D. Pedro I e não era vista com bons olhos pelos estancieiros. Abafada a rebelião, foi afastado do comando pelo governador José Mariani. Seguiu então para a corte, onde expôs aos regentes, entre eles seu irmão mais velho Francisco Mariani, a situação de conflito da província, o que levou, entre outras coisas, à renuncia do presidente da província.
Foi deputado provincial eleito à 1.ª Legislatura da Assembleia Provincial. Esteve presente na sessão de 18 de setembro de 1835 da Loja Maçônica Philantropia e Liberdade, que decidiu iniciar a Revolução Farroupilha.
Na República Rio-grandense, para cuja adoção influiu decisivamente, depois da vitória da Batalha do Seival, em 10 de setembro de 1836, pela Brigada Liberal de Antônio de Sousa Neto, foi ministro da Guerra e da Marinha, vice-presidente da República e presidente da república interino, em substituição a Bento Gonçalves, de 23 de novembro de 1840 a 14 de março de 1841. Autor do brasão que foi adotado para o Rio Grande do Sul pelos constituintes de 1891.
Próximo do final da revolução foi preso em Piratini, junto com o coronel Joaquim Pedro, por Chico Pedro, o Moringue, e encarcerado em Canguçu, na cadeia que Moringue mandara construir como “quarto de hóspedes para os farrapos”, como ironicamente divulgava.
Finda a revolução, foi ajudante-geral do Duque de Caxias durante a guerra contra Oribe e Rosas entre 1851 e 1852 e, ao retornar ao Rio de Janeiro, retomou sua carreira. Em 1855 participou de diversas experiências sobre o uso de foguete de Halle juntamente com o Barão de Capanema.
Foi Ministro da Guerra do Império em 1864. Foi o farrapo que chegou mais alto na hierarquia militar do Império, como general, sendo ministro do Conselho Supremo Militar ao falecer.
Foi um dos autores do brasão da Bandeira do Rio Grande do Sul.

## Honrarias
- Cavaleiro da Imperial Ordem do Cruzeiro[3]
- Comendador da Imperial Ordem de São Bento de Avis[3]

## Carreira
| Patente                  | Componente                             | Data                    | Observação                                                      |
| ------------------------ | -------------------------------------- | ----------------------- | --------------------------------------------------------------- |
| Praça de Voluntário      | 1.º Corpo de Artilharia de Posição     | 2 de agosto de 1822     |                                                                 |
| Sargento Graduado        | 1.º Corpo de Artilharia de Posição     | 4 de setembro de 1822   |                                                                 |
| Alferes                  | 1.º Corpo de Artilharia de Posição     | 24 de fevereiro de 1823 |                                                                 |
| 2.º Tenente              | 1.º Corpo de Artilharia de Posição     | 20 de junho de 1823     |                                                                 |
| 1.º Tenente              | 1.º Companhia                          | 12 de outubro de 1823   | Prestou juramento a Constituição de 1824 em 24 de março de 1824 |
| Capitão                  | Corpo de Engenheiros                   | 12 de outubro de 1824   |                                                                 |
| Major                    | -                                      | 18 de outubro de 1825   |                                                                 |
| Tenente Coronel Graduado | (?)º Companhia de Artilharia           | 2 de outubro de 1850    | Primeira mudança de patente após a anistia geral de 1845        |
| Tenente Coronel Efetivo  | Corpo de Estado-Maior do Exército      | 6 de setembro de 1851   |                                                                 |
| Coronel                  | Diretor Interino da Fábrica da Pólvora | 2 de dezembro de 1856   |                                                                 |
| Brigadeiro               | Escola de Tiro em Campo Grande         | 2 de dezembro de 1861   |                                                                 |